# Joachim Trier
Joachim Trier   (Copenhaguen, 1 de març de 1974) és un director de cinema i guionista noruec. Autor de la Trilogia d'Oslo, composta pels llargmetratges Reprise (2006), Oslo, 31. august (2011) i The Worst Person in the World (2021). Aquesta última pel·lícula va ser nominada als 94ns Premis Oscar en dues categories: a la millor pel·lícula de parla no anglesa i al millor Guió Original.
Ha rebut nominacions al Festival de Cinema de Canes el 2011 al premi Un certain regard pel seu film Oslo, 31. august i a la Palma d'Or el 2015 per Louder Than Bombs i el 2021 per Verdens verste menneske.

## Biografia
Trier va néixer el 1974 a Copenhaguen, Dinamarca, de pares noruecs i es va criar a Oslo, Noruega. D'adolescent va arribar a competir en alguns campionats de monopatí, així va ser com va començar a filmar vídeos experimentals de patinatge. Va assistir a l'European Film College d'Ebeltoft a Dinamarca i posteriorment, el 1997, va continuar els seus estudis a la National Film and Television School d'Anglaterra. Després de graduar-se va començar a escriure i dirigir els seus propis projectes, els primers dels quals van ser els curtmetratges dramàtics Still (2001) i Procter (2002). El seu primer llargmetratge va ser la peça de personatge existencial Reprise (2006), que va rebre nombrosos premis, inclòs el Discovery Award al Festival de Cinema de Toronto
El seu segon llargmetratge, Oslo, 31. august, va ser seleccionat per a la secció Un Certain Regard del Festival de Cannes 2011 i va guanyar en les categories de millor pel·lícula, millor director i millor guió (coguionista amb Eskil Vogt) els premis Amanda noruecs de 2012.
El film Louder Than Bombs (2015), va ser el primer rodat en anglès i a Nova York, protagonitzat per Jesse Eisenberg, Gabriel Byrne i Isabelle Huppert, seleccionat al Festival de Canes i va suposar la tercera nominació de Trier al Nordic Council Film Prize, després de Reprise el 2007 i Oslo, 31. august.
Thelma (2017), seleccionada pels Premis Oscar a millor pel·lícula parla no anglesa, es tracta d'una proposta molt més al·legòrica, un retrat del desig reprimit i les conseqüències vitals que se'n deriven. El 2021 va estrenar The Worst Person in the World (Verdens verste menneske, en l’original noruec)), llargmetratge que tanca la seva Trilogia d'Oslo, amb guió preparat per Joachim Trier i el seu col·laborador Eskil Vogt per l'actriu protagonista Renate Reinsve (Julie al film), qui també havia tingut un petit paper a Oslo, 31. august. Rodada a Oslo, ens mostra en un pròleg, dotze episodis i un epíleg l'evolució vital de Julie una jove caòtica, plena de dubtes i por al compromís. Nominada a dos Oscars pel guió i per a millor llargmetratge internacional.

## Filmografia
| Any  | Títol                         | Notes      |
| 2000 | Pietà                         | Curt       |
| 2001 | Still                         | Curt       |
| 2002 | Procter                       | Curt       |
| 2006 | Reprise                       |            |
| 2011 | Oslo, 31. august              |            |
| 2015 | Louder Than Bombs             |            |
| 2017 | Thelma                        |            |
| 2018 | Den andre Munch               | Documental |
| 2021 | The worst person in the world |            |